# Powiat Ostholstein
Powiat Ostholstein (niem. Kreis Ostholstein) – powiat w niemieckim kraju związkowym Szlezwik-Holsztyn. Siedzibą powiatu jest miasto Eutin. Najbardziej na wschód położony powiat kraju związkowego.

## Podział administracyjny
W skład powiatu Ostholstein wchodzi:
- sześć gmin miejskich
- dwanaście gmin (niem. amtsfreie Gemeinde)

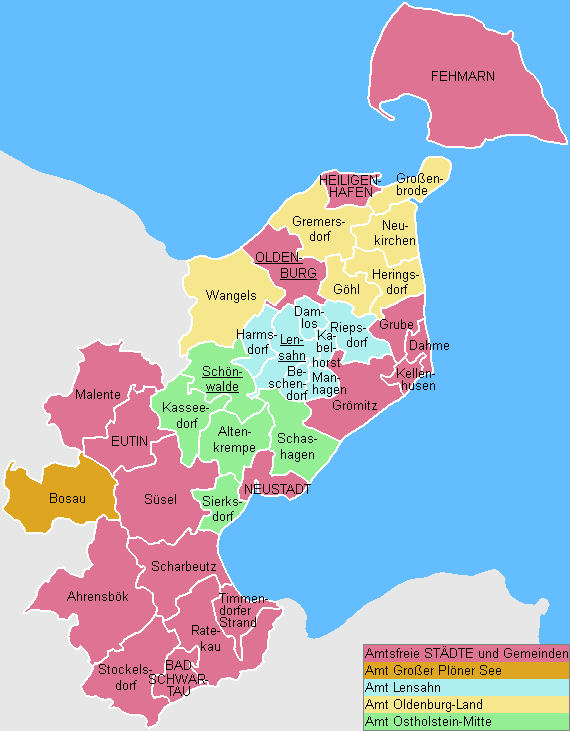
Powiat Ostholstein z zaznaczonym podziałem na gminy

- trzy urzędy (niem. Amt)

Gminy miejskie:
| Lp. | Nazwa gminy           | Ludność (31.12.2008) | Powierzchnia km² |
| --- | --------------------- | -------------------- | ---------------- |
| 1   | Bad Schwartau         | 19.619               | 18,39            |
| 2   | Eutin                 | 17.298               | 41,40            |
| 3   | Fehmarn               | 12.962               | 185,45           |
| 4   | Heiligenhafen         | 9.275                | 18,12            |
| 5   | Neustadt in Holstein  | 16.535               | 19,74            |
| 6   | Oldenburg in Holstein | 9.663                | 39,67            |

Gminy:
| Lp. | Nazwa gminy          | Ludność (31.12.2008) | Powierzchnia km² |
| --- | -------------------- | -------------------- | ---------------- |
| 1   | Ahrensbök            | 8.464                | 95,37            |
| 2   | Bosau                | 3.492                | 64,25            |
| 3   | Dahme                | 1.209                | 9,08             |
| 4   | Grömitz              | 7.731                | 51,08            |
| 5   | Grube                | 1.002                | 20,20            |
| 6   | Kellenhusen (Ostsee) | 1.089                | 8,15             |
| 7   | Malente              | 10.889               | 69,06            |
| 8   | Ratekau              | 15.683               | 59,60            |
| 9   | Scharbeutz           | 11.753               | 51,78            |
| 10  | Stockelsdorf         | 16.641               | 56,70            |
| 11  | Süsel                | 5.408                | 75,31            |
| 12  | Timmendorfer Strand  | 8.937                | 20,12            |

Urzędy:
| Lp. | Nazwa urzędu      | Ludność (31.12.2008) | Powierzchnia km² | Ilość gmin |
| --- | ----------------- | -------------------- | ---------------- | ---------- |
| 1   | Lensahn           | 8.888                | 104,59           | 7          |
| 2   | Oldenburg-Land    | 9.325                | 213,00           | 6          |
| 3   | Ostholstein-Mitte | 9.328                | 170,04           | 5          |